# Hollands kommunistiska parti
Hollands kommunistiska parti (nederländska: Communistische Partij Holland, CPH) var ett politiskt parti i Nederländerna, bildat 1919 som en ombildning av det Socialdemokratiska Partiet (SDP).
Under 1920-talet skakades CPH av interna konflikter.
1920 lämnade Anton Pannekoek och andra rådssocialister partiet.
1924 lämnade Jacques de Kadt, med flera Wijnkoop-kritiker, partiet och bildade Förbundet av kommunistiska kamp- och propagandaklubbar (BKSP).
Före valet 1925 avsattes Wijnkoop som partiledare och uteslöts ur partiet, efter påtryckningar från Komintern varefter många BKSP-medlemmar återvände till CPH.
Trotskisten Henk Sneevliet lämnade också CPH och bildade Revolutionära Socialistförbundet.
I valet 1929 fanns det två CPH-listor i parlamentsvalet:
Den moskvatrogna falangen ställde upp under beteckningen CPH Holländska sektionen av Kommunistiska internationalen medan Wijnkoops anhängare kandiderade under namnet CPH centralkommittén.
Båda CPH erövrade ett mandat vardera.
De båda CPH-partierna gick, under påtryckningar från Komintern, snart samman igen och bildade Nederländernas Kommunistiska Parti.